# 887 Alinda
887 Alinda (mednarodno ime je tudi 887 Alinda) je  precej majhen asteroid tipa S  v asteroidnem pasu. Spada med amoske asteroide vrste III.
Po njem se imenuje družina asteroidov Alinda.

## Odkritje
Asteroid je odkril Max Franz Joseph Cornelius Wolf 3. januarja 1918. Poimenovan je po mestu Alinda v Mali Aziji ali pa po možu na Luni iz mitologije Aboridžinov v Avstraliji.

## Lastnosti
Asteroid Alinda obkroži Sonce v 3,90 letih. Njegova tirnica ima izsrednost 0,567, nagnjena pa je za 9,353 ° proti ekliptiki. Okoli svoje osi pa se zavrti v 73,97 urah .
Asteroid je v orbitalni resonanci 1 : 3 z Jupitrom. Pripada blizuzemeljskim asteroidom. Je tudi v resonanci 4 : 1 z Zemljo . Verjetno je nastal pred 1400 leti v velikem trku s podobnim blizuzemeljskim asteroidom. Podobno tirnico ima tudi asteroid 2062 Aton. Posledice tega trka še danes vidimo kot meteorski roj v obliki Kvdrantidov .
Alinda se občasno zelo približa tudi Zemlji. Na svoji poti okoli Sonca seka tirnico Marsa.